# Simon de Montfort, 5:e earl av Leicester

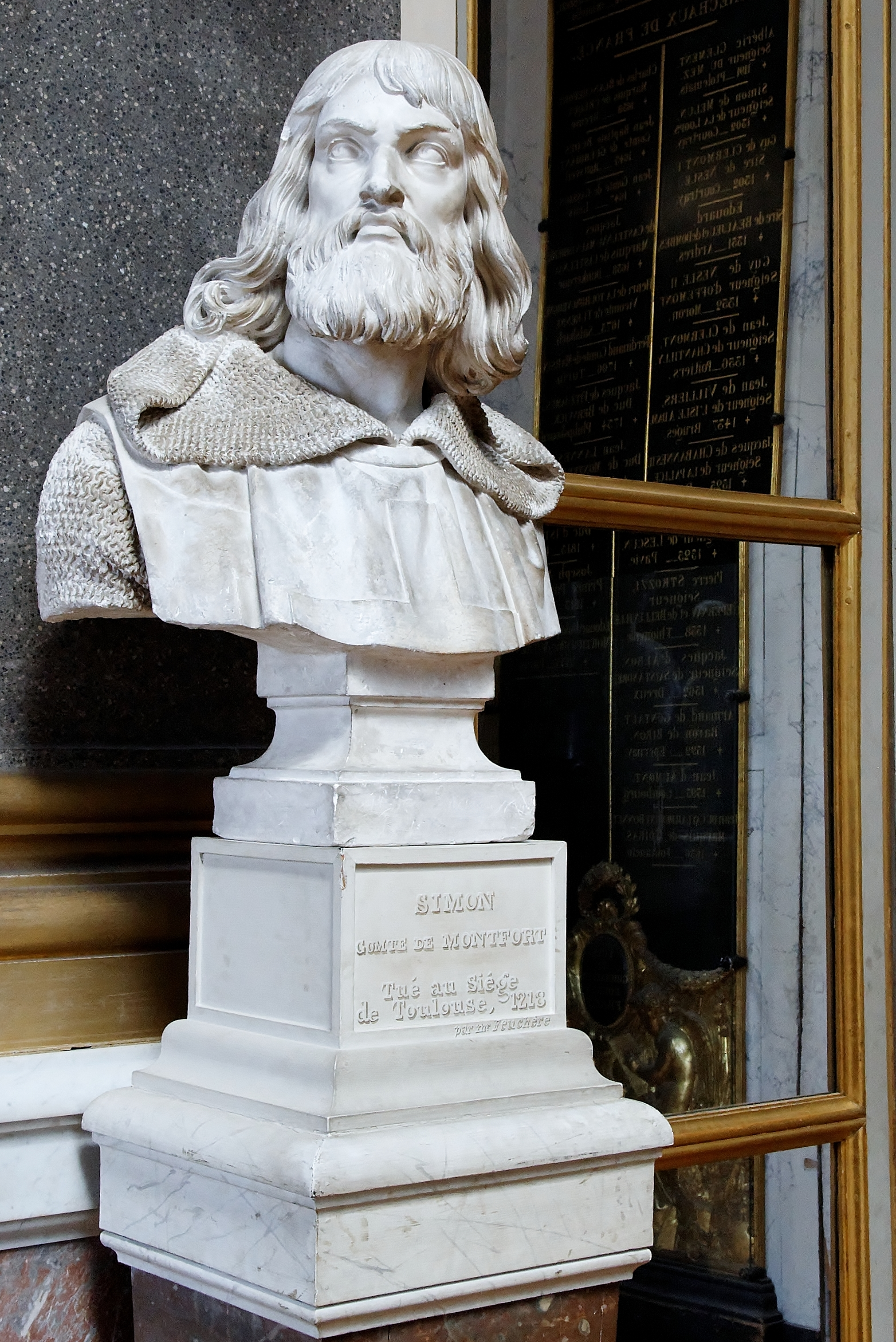
Simon de Montfort.

Simon de Montfort, 5:e earl av Leicester, född 1160, död 25 juni 1218, var en fransk baron av Montfort och krigare i albigenserkriget.
Han var son till Simon III Montfort och Amicia de Beaumont. År 1181 efterträdde han sin far som baron av Montfort. de Montfort gifte sig 1190 med Alix de Montmorency. Medan han 1199 deltog i en tornering, hörde han Fulco av Neuilly tala, och bestämde sig då att delta i fjärde korståget. Avsikten var att anfalla Egypten, men eftersom man måste betala för Venedig för överfarten av korstågsarmén sattes den som betalning in i ett anfall på staden Zadar. de Montforts mor Amicia var dotter till Robert de Beumont, hertigen av Leicester, och när hennes bror dog 1204 utan arvingar, ärvde hon grevskapet. Engelske kungen Johan av England lade dock själv beslag på dessa länder. År 1215 gavs de vidare till de Montforts kusin.
Han behöll dock sina arvländer i Frankrike. 
År 1209 utsågs han till befälhavare över de trupper som sattes in i albigenserkriget. Han ledde de trupper som 21 juli anföll staden Béziers och efter stadens fall dagen därpå dödades 20 000 av stadens innevånare. Han gjorde sig snabbt känd för sin grymhet. År 1210 lät han bränna 140 katarer som inte lät sig omvändas. År 1213 besegrade han Peter II av Aragonien i slaget vid Muret och härefter var i det närmaste hela södra Frankrike intaget. År 1216 inledde dock Raimond VII av Toulouse en motoffensiv. Den 25 juni 1218 dödades de Montfort av en katapultsten inifrån den belägrade staden Toulouse efter sju månaders belägring.